# Nhật Quang, Gia Lộc
Nhật Quang là một xã thuộc huyện Gia Lộc, tỉnh Hải Dương, Việt Nam.

## Địa lý
Xã Nhật Quang có diện tích 8,84 km², dân số năm 2022 là 11.739 người, mật độ dân số đạt 1.327 người/km².

## Lịch sử
Ngày 24 tháng 10 năm 2024, Ủy ban Thường vụ Quốc hội ban hành Nghị quyết số 1250/NQ-UBTVQH15 về việc sắp xếp đơn vị hành chính cấp xã của tỉnh Hải Dương giai đoạn 2023 – 2025 (nghị quyết có hiệu lực từ ngày 1 tháng 12 năm 2024). Theo đó, thành lập xã Nhật Quang thuộc huyện Gia Lộc trên cơ sở toàn bộ 3,63 km² diện tích tự nhiên, quy mô dân số là 5.060 người của xã Nhật Tân và toàn bộ 5,21 km² diện tích tự nhiên, quy mô dân số là 6.679 người của xã Đồng Quang.
Xã Nhật Quang có 8,84 km² diện tích tự nhiên và quy mô dân số là 11.739 người.